# Farfán (complejo arqueológico)
Farfán es un complejo arqueológico ubicado en el distrito de Guadalupe, provincia de Pacasmayo en el departamento de La Libertad en Perú. A pesar de no saberse con precisión exacta, que asentamientos fueron construidos anteriormente en el mismo lugar en el que ahora se emplazan las construcciones visibles y excavadas de Farfán (en caso de que hubieran tales), se sabe que pasó por tres etapas de ocupación: Lambayeque, chimú e inca.

## Historia
Siendo las construcciones más antiguas de Farfán de clara afiliación Lambayeque, para el momento de la conquista inca ya era un centro administrativo intrusivo chimú desde el año 1200 d. C., que sirvió de apoyo en la consolidación del dominio chimú sobre el valle de Jequetepeque. Luego de la conquista inca, Farfán, a diferencia de otros centros administrativos yungas, siguió manteniendo (al menos de manera ceremonial) importancia de acuerdo a las investigaciones de Carol Mackey. De esta forma, se convertiría en el principal centro administrativo incaico del valle de Jequetepeque.

## Descripción
El complejo se extiende en un área de 4 km², hallándose grandes cantidades del asentamiento Lambayeque anterior al Farfán chimú, reducidos hasta sus cimientos y sepultados bajo tierra o tapadas con nuevas construcciones de afiliación Chimú. El sitio consiste de seis edificios de adobe con paredes de ladrillo, varias plataformas y construcciones más pequeñas, cementerios y canales. Los muros de los perímetros de los complejos de Farfán fueron construidos casi completamente con adobes rectangulares y planos, al igual que las estructuras de Chan Chan, siendo esto un referente al tiempo en el que fueron construidos.